# Filovia Civitanova Porto-Civitanova Alta
La filovia Civitanova Porto-Civitanova Alta collegava i due nuclei abitati che compongono la città di Civitanova Marche.

## Storia
La linea venne attivata il 25 marzo 1956, sostituendo la vecchia tranvia. Fu soppressa nel 1974, dopo soli 18 anni di esercizio.

## Mezzi
La filovia era servita da tre vetture tipo Fiat 2405 con carrozzeria Casaro Tubocar ed equipaggiamento elettrico TIBB; i mezzi erano dotati di batterie per poter attraversare a trolley abbassati il passaggio a livello della Ferrovia Adriatica.